# Crémant de Wallonie
Le Crémant de Wallonie est un vin effervescent de la Région wallonne en Belgique. Sa qualité est reconnue comme appellation d’origine contrôlée (AOC).  
Le nom de Vin mousseux de qualité de Wallonie est donné aux autres vins effervescents wallons.
L'arrêté ministériel du 5 mars 2008 a porté reconnaissance des Vins mousseux de qualité de Wallonie ou des Crémants de Wallonie comme vins mousseux de qualité d’appellation d’origine contrôlée VMQPRD (Vin Mousseux de Qualité Produit dans une Région Déterminée).
Le rendement moyen maximal à l'hectare est limité à 95 hectolitres.

## Cépages
Par ce même arrêté du 5 mars 2008, les quatre cépages suivants sont les seuls admis pour l'élaboration des crémants de Wallonie. Il s'agit du chardonnay, du pinot noir, du pinot blanc et du pinot meunier.
Pour l'élaboration du vin mousseux de qualité de Wallonie, les trois cépages suivants s'ajoutent aux quatre précédents soit le pinot gris, l'auxerrois et le riesling.

## Production
- Clos du Poirier du Loup à Torgny (Rouvroy).
- Domaine du Chant d’Éole, à Quévy-le-Grand.
- Vignoble Coude à Coude à Moustier-sur-Sambre (Jemeppe-sur-Sambre).
- Vignoble des Agaises à Haulchin (Estinnes), c'est le plus grand producteur de vin en Belgique (28,5 hectares plantés en 2020). Les cuvées Ruffus se déclinent principalement en blanc de blancs, en brut rosé et en brut sauvage[2].
- Brut de Bioul à Bioul (Anhée).